# Burretiodendron
Burretiodendron é um género botânico pertencente à família Malvaceae. É nativo da Ásia.

## Espécies
- Burretiodendron esquirolii
- Burretiodendron hsienmu
- Burretiodendron tonkinense